# Valwig
Valwig település Németországban, Rajna-vidék-Pfalz tartományban. Lakosainak száma 430 fő (2023. december 31.).

## Népesség
A település népességének változása:
| Lakosok száma | 373  | 423  | 427  | 435  | 441  | 430  |
|               | 1975 | 2017 | 2019 | 2021 | 2022 | 2023 |